# کشتی در المپیک تابستانی ۲۰۰۰ – ۶۳ کیلوگرم فرنگی مردان
کشتی فرنگی ۶۳ کیلوگرم مردان در بازی‌های المپیک تابستانی ۲۰۰۰ در برنامه کشتی از تاریخ ۲۴ تا ۲۵ اوت در مرکز نمایشگاه و کنفرانس سیدنی برگزار شد.